# روبن مارینو ناوارو
روبن مارینو ناوارو (انگلیسی: Rubén Marino Navarro; ۳۰ مارس ۱۹۳۳ – ۱۴ ژوئیهٔ ۲۰۰۳) بازیکن فوتبال اهل آرژانتین بود.
از باشگاه‌هایی که در آن بازی کرده‌است می‌توان به باشگاه اتلتیکو ایندپندینته اشاره کرد.
وی همچنین در تیم ملی فوتبال آرژانتین بازی کرده‌است.